# Guardarraíl

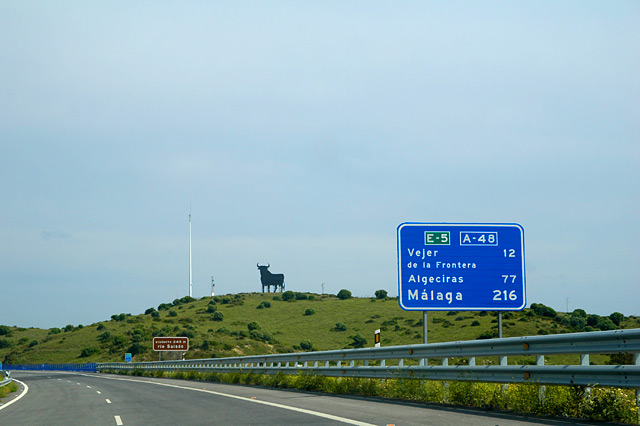
Guardarraíl junto a la calzada.

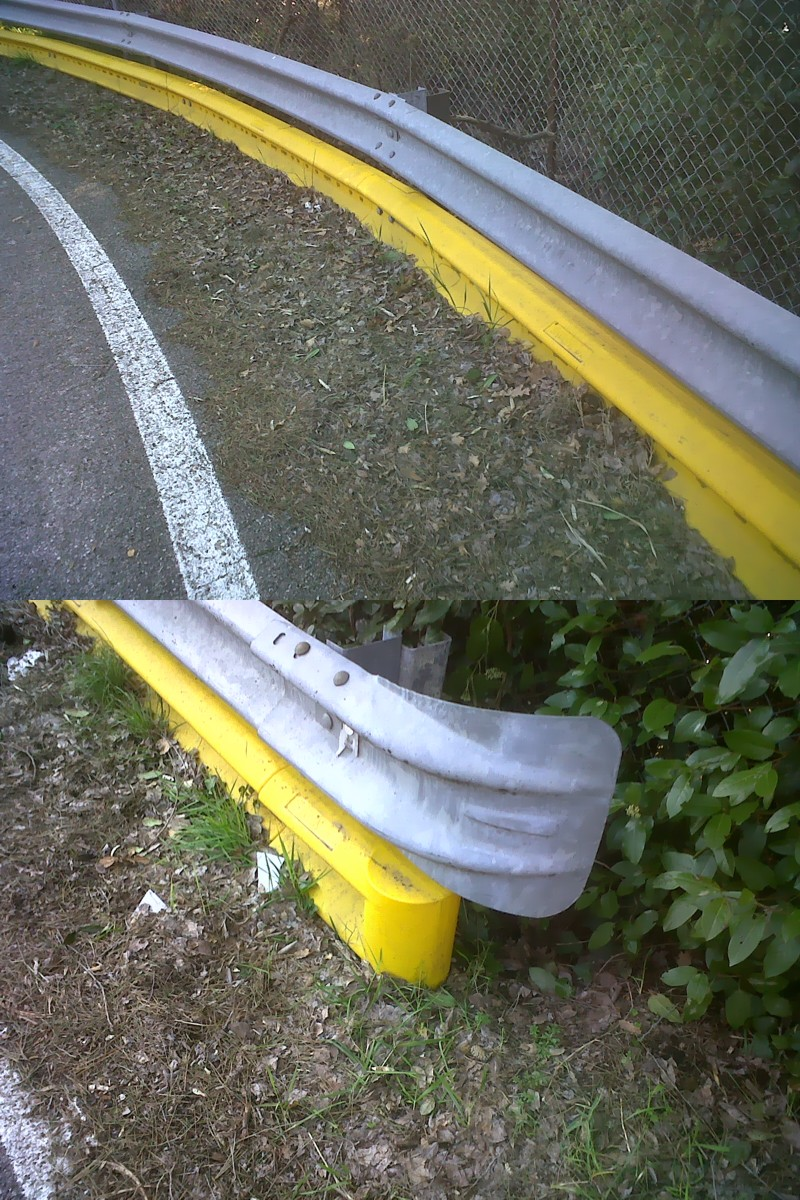
Guardarraíl con la barra para motociclistas.

Una barrera de metal, defensa metálica quitamiedos, bionda  o guardarraíl  (el término guardarraíl fue aceptado por la RAE en 2014 principalmente por corresponder a una palabra de uso popular, aunque no se considerase correcta anteriormente) es un elemento de protección de seguridad vial pasiva, colocado a los lados de la calzada o en la mediana para separar carriles de sentido contrario o en tramos peligrosos. Sus funciones son tanto absorber el impacto del golpe como impedir que los vehículos se salgan de la vía y se despeñen o choquen con elementos más peligrosos que la misma barrera. Para esto último, es fundamental que el guardarraíl se deforme con el choque pero sin llegar a romperse. Estas barreras suelen incorporar reflectores luminosos.
La palabra «guardarraíl» y su plural «guardarraíles» provienen del inglés guard rail: guard- (guardar, cuidar) y -rail (barra o barandilla).

## Historia y contexto
El quitamiedos es una barrera de seguridad actualmente formada por unos piquetes de acero hincados en el borde de la calzada, que sujetan una barrera asimismo de acero galvanizado en caliente, de doble onda, por lo que técnicamente se conoce por barrera bionda. Inicialmente, fueron de una sola onda, y, por lo tanto, su deformación con el impacto era mayor. Existen modelos, incluso forradas de madera, para tramos con categoría de parques naturales o similares.
Los piquetes se hincan mediante martinetes de impacto sobre los que se sitúan los denominados amortiguadores, que a su vez soportan la barrera de seguridad. Estos piquetes provocan al año un 15% de las muertes y un 60% de las lesiones producidas en accidente de moto, lo que está llevando al colectivo motero a realizar numerosas movilizaciones para lograr la retirada de los anticuados guardarraíles y la instalación de una nueva generación de guardarraíles que lleva instalada una segunda placa por delante de los piquetes y que evita el impacto directo de las personas contra estos elementos tan peligrosos situados a los bordes de las carreteras.

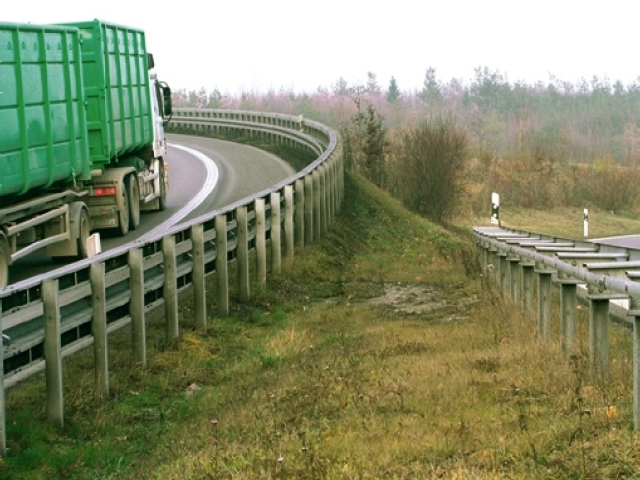
Guardarraíl de tipo Super-Rail (izquierda).

## Fabricación y uso
Es una barra de aleación de varios metales, donde el principal es acero y zinc con más del 70% de estos materiales. El acero le da rigidez y durabilidad, el zinc hace que se deforme por algún eventual golpe absorbiendo parte del golpe. Por lo general tienen una medida estándar de 7,65 metros. Están hechos de algún metal, normalmente acero y a veces de aluminio, y pueden ser de distintas formas. El acero, por sus características de dureza y estabilidad, se adapta mejor a las funciones. Deben pasar por un tratamiento de galvanizado para evitar su corrosión.
Se emplea en autopistas, autovías, carreteras de montaña, puentes, entre otros, para evitar que los vehículos se salgan de la carretera o vía, e impedir así mayores daños para los ocupantes de estos. Por ejemplo, en caso de que el conductor del vehículo se quede dormido al volante, evitarán que se salga de la carretera o pase al carril contrario. Su función es absorber el impacto del vehículo, deformándose y arrastrando el vehículo por su superficie, haciéndole perder energía cinética hasta detenerse (intentado de esta manera que el vehículo no regrese a la ruta). También hay que destacar que el inicio de cada tramo se entierra o se desvía hacia el exterior de la curva para intentar evitar un posible choque frontal, aunque en numerosas ocasiones no se consigue. En caso de un accidente y según el ángulo de impacto, estas barreras pueden llegar a atravesar la carrocería del automóvil, produciendo gravísimas lesiones a las personas que viajan en su interior.

## España
El empleo de estas medidas de seguridad pasiva es criticado por distintos sectores como motoristas y ciclistas que exigen el cambio por una nueva generación de guardarraíles con protecciones SPM. Para ellos, incluso caídas a baja velocidad pueden resultar verdaderamente peligrosas por diferentes motivos:
- El cuerpo impacta contra los postes del guardarraíl produciendo gravísimas lesiones en las personas, como traumatismos, amputaciones y en muchos casos la muerte.
- El cuerpo se cuela por debajo del guardarraíl (no realizando la labor para la que está diseñado) pudiendo acabar en el carril contrario o fuera de la carretera.

Muchos motoristas han perdido la vida debido al impacto que reciben al chocar contra los llamados guardarraíles o quitamiedos tras producirse una caída. Según un estudio del RACE realizado en 2006, aproximadamente el 15% de las muertes y el 60% de las lesiones producidas en accidente de moto han sido provocadas por estos elementos. El impacto de una persona contra un guardarraíl a partir de los 30 km/h provoca gravísimas lesiones.
Los guardarraíles no sólo afectan a motoristas y ciclistas. En ocasiones, otros usuarios de la vía han perdido la vida al verse involucrados en un accidente de tráfico e impactar contra un guardarraíl.
El 8 de noviembre de 2008 se llevó a cabo una movilización en Madrid en la que se manifestaron alrededor de 60 000 motoristas para exigir el cambio de los anticuados guardarraíles por los que cuentan con protecciones SPM.
En 2014 se realizó una petición a través de Change.org para que se implementen sistemas de protección para motociclistas (SPM) en todos los guardarraíles del país, la que fue firmada por más de 142 000 personas. 
En 2018 el Congreso aprobó una propuesta basada en esta petición, en la que, entre otras medidas, se contempla cambiar los guardarraíles por barreras de protección.

## Alternativas y prevención
Para evitar este tipo de accidentes se proponen distintos sistemas:
- Colocar un guardarraíl paralelo al que ya existe y a una altura inferior, evitando que el cuerpo se cuele por debajo.
- Rodear los postes con algún tipo de material de absorción de impactos (Crash-Absorber), este último sistema de protección ha demostrado ser severamente deficiente, al no ser capaz de absorber la energía de colisiones incluso muy por debajo de las velocidades legales vigentes.
- Guardarraíles con protecciones SPM. Es la solución más demandada por motoristas y ciclistas, ya que ha quedado más que demostrada su eficacia. Consiste en una placa de material deformable instalada delante de los postes que sustentan las biondas y que evita que los cuerpos pasen por debajo de los guardarraíles o impacten contra las sujeciones. Además, este material, al ser deformable, libera gran parte de la energía del choque.
- Con turismos, dependiendo de las trayectorias de impacto. En muchas ocasiones las biondas metálicas de contención se separan, actuando como una auténtica lanza que atraviesa el habitáculo del vehículo, ocasionando heridas como amputaciones o la muerte a los usuarios del automóvil.
- En el caso de vehículos grandes como todoterrenos, camiones o autobuses, pueden arrancar de cuajo el guardarraíl o volcar por encima al impactar y salirse de la vía, por lo que para ellos tampoco es una buena solución.

Sin embargo, la mejor solución en estos dos últimos casos es el empleo de muros de contención de hormigón prefabricado. Sus únicos detractores son el elevado coste inicial y una baja absorción de energía, en caso de impacto con ángulos elevados.
Una empresa surcoreana con sede en Estados Unidos ha desarrollado un sistema de barrera que utiliza cilindros de etilvinilacetato alineados en un soporte que les permite girar sobre sí mismos y que no deja espacios debajo como en el caso de los antiguos guardarraíles de acero.
En La Rioja se diseñó un nuevo sistema de seguridad para evitar o reducir el riesgo de lesiones graves en motociclistas, realizado con un 70 % de material reciclado; consiste en una hilera de delgados cilindros de caucho de neumáticos, que se adosa a la parte inferior del guardarraíl tradicional.